# Pilvaren-associatie
De pilvaren-associatie (Pilularietum globuliferae) is een associatie uit het verbond van waternavel en stijve moerasweegbree (Hydrocotylo-Baldellion). De associatie omvat soortenarme, amfibische pioniervegetatie van vochtige heideterreinen, recente en tijdelijke poelen.
Meestal vindt men er pilvaren en knolrus en een combinatie van grasachtige planten, moerasplanten en oeverplanten.

## Naamgeving en codering
- Syntaxoncode voor Nederland (rVvN): r06Ac01
- Natura2000-habitattypecode (EU-code): H3130
- BWK-karteringscodes: ao, aoo, aom

De wetenschappelijke naam Pilularietum globuliferae is afgeleid van de botanische naam van de kensoort pilvaren (Pilularia globulifera).

## Fysiognomie
De pilvaren-associatie omvat lage, van nature soortenarme vegetatie zonder boom- en struiklaag. De kruidlaag is dominant; deze is ijl tot vrij dicht en wordt gedomineerd door vooral pilvaren en grasachtige planten als knolrus, en enkele overblijvende moeras- en oeverplanten. Een moslaag is meestal afwezig.

## Ecologie
Deze plantengemeenschap vindt men in kleine oppervlaktes aan en in vennen en slenken in vochtige heideterreinen, in pas gegraven of uitgebaggerde poelen en sloten, en in tijdelijke plassen in zand- en leemgroeven en op zandige akkers.
De bodem is meestal licht basisch tot zwak zuur, meso-oligotroof, zandig of lemig, het water afkomstig van neerslag of van kwel. De waterstand is variabel, met tijdelijke droogte in de zomer.

## Verspreiding
De pilvaren-associatie kent een Atlantische en Subatlantische verspreidingsgebied, ze kan gevonden worden van Zuid-Zweden tot Noord-Spanje.
In Nederland komt ze vrij zeldzaam voor in de Pleistocene districten, aan de kust en in het rivierengebied.
In Vlaanderen is ze beperkt tot de Kempen.

## Diagnostische taxa voor Nederland en Vlaanderen

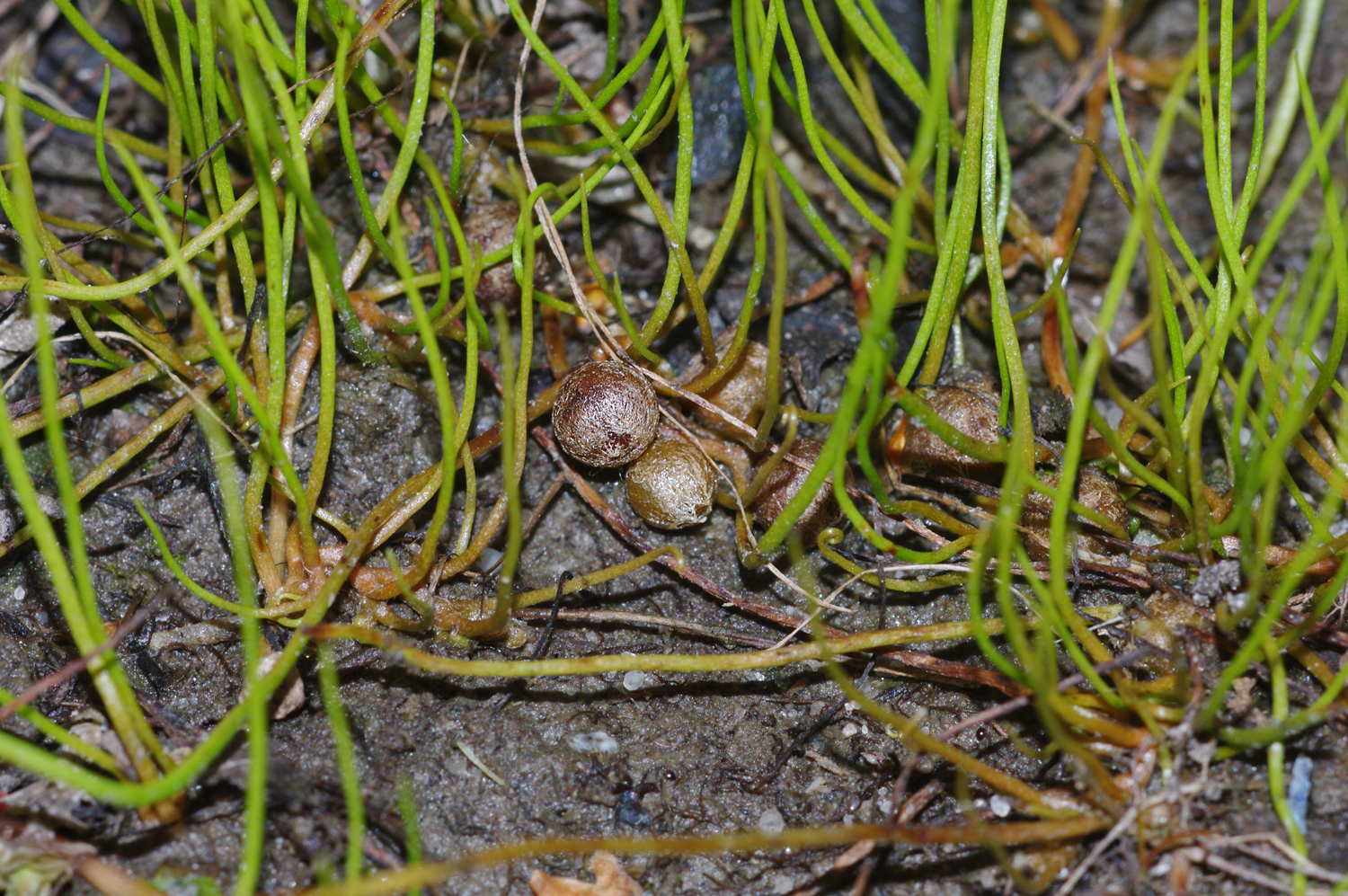
Pilvaren

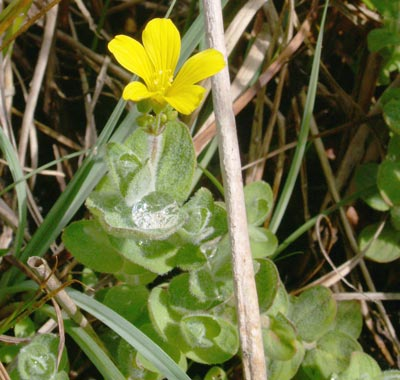
Moerashertshooi

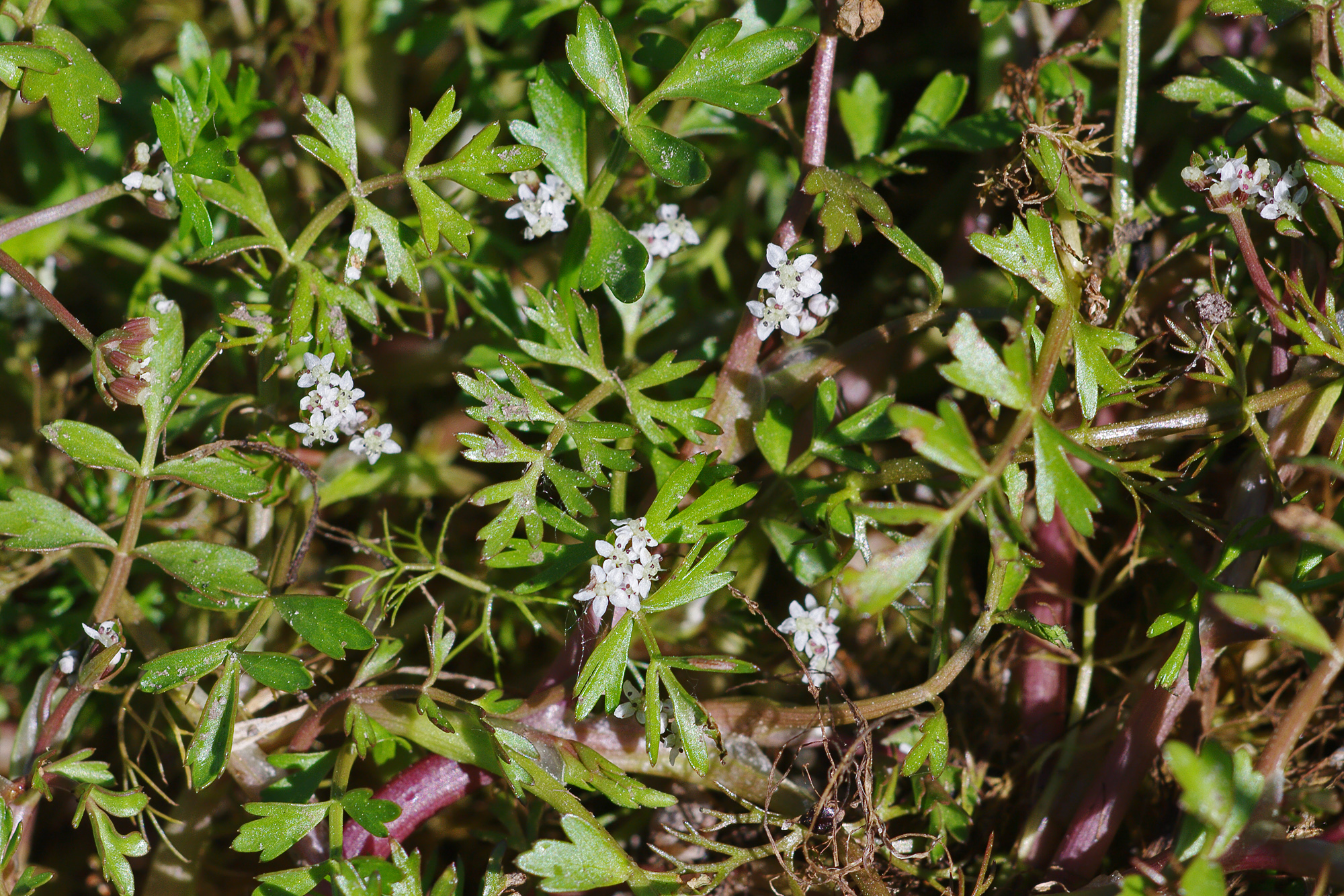
Ondergedoken moerasscherm

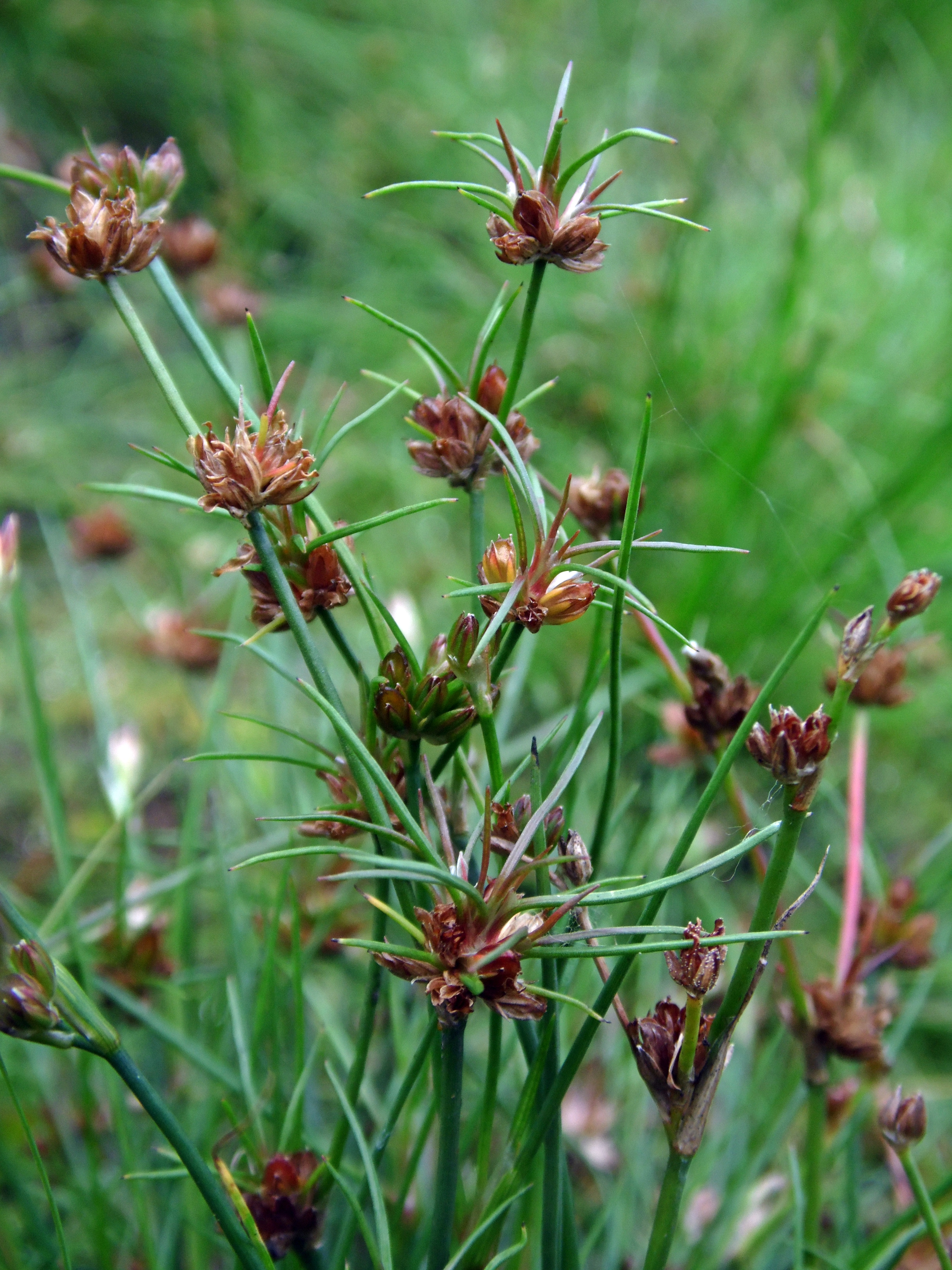
Knolrus

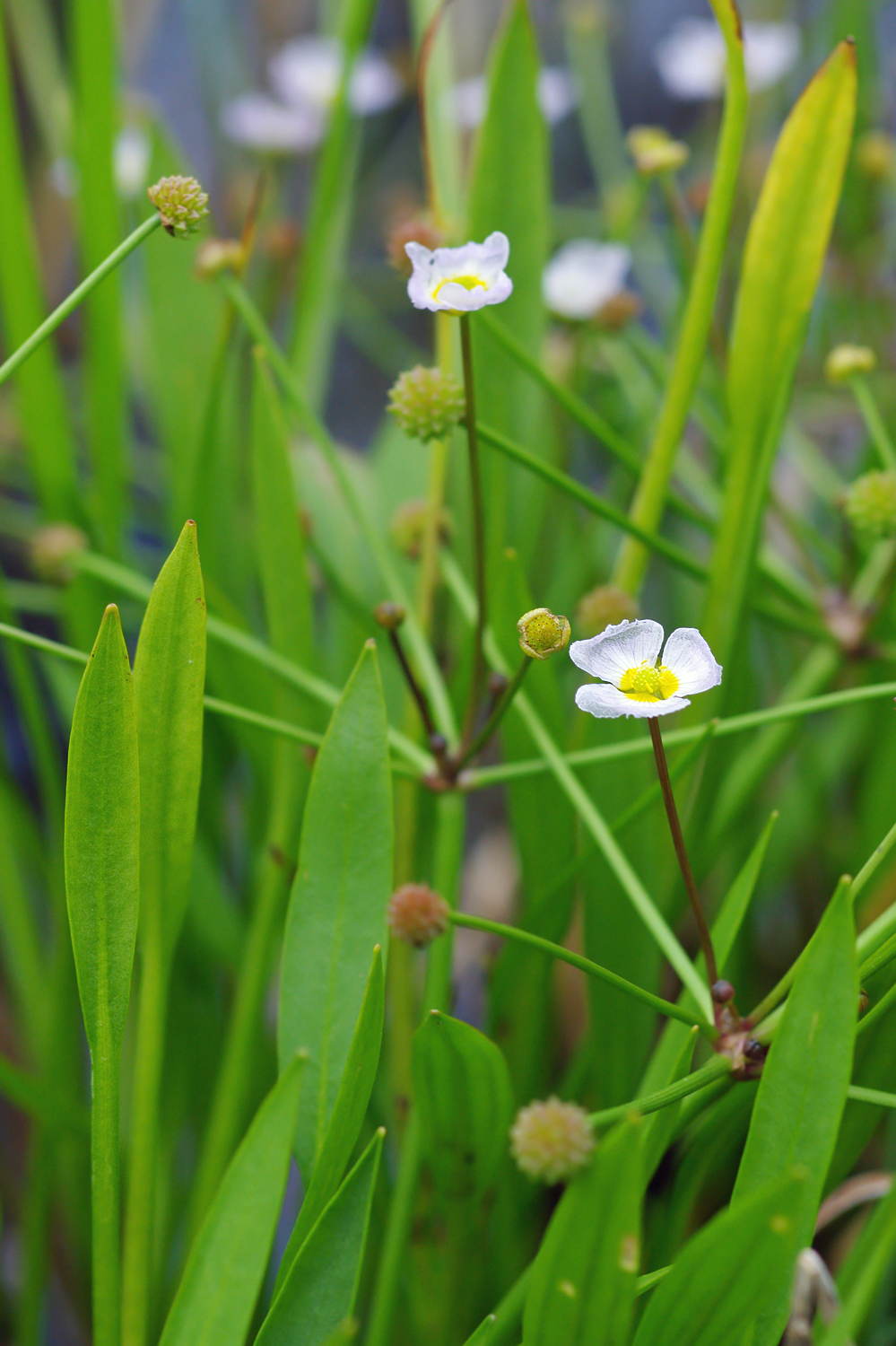
Stijve moerasweegbree

Deze associatie is bijzonder soortenarm. Ze wordt vooral bepaald door haar enige kensoort, de pilvaren, en door de klassekensoort knolrus.
Als meest voorkomende begeleidende soorten vindt men egelboterbloem, mannagras en gewone waternavel.
Kruidlaag
| Kentaxon | Diff.soort | Presentie | Triviale naam             | Botanische naam            |
| -------- | ---------- | --------- | ------------------------- | -------------------------- |
| kA       |            | 100%      | pilvaren                  | Pilularia globulifera      |
| kV       |            | > 20%     | moerashertshooi           | Hypericum elodes           |
| kV       |            | > 20%     | ondergedoken moerasscherm | Helosciadium inundatum     |
| kV       |            | > 20%     | vlottende bies            | Eleogiton fluitans         |
| kV       |            | > 10%     | witte waterranonkel       | Ranunculus ololeucos       |
| kK       |            | > 70%     | knolrus                   | Juncus bulbosus            |
| kK       |            | > 20%     | stijve moerasweegbree     | Baldellia ranunculoides    |
| kK       |            | > 20%     | veelstengelige waterbies  | Eleocharis multicaulis     |
| kK       |            | > 20%     | oeverkruid                | Littorella uniflora        |
| kK       |            | > 10%     | duizendknoopfonteinkruid  | Potamogeton polygonifolius |
| kK       |            | < 10%     | drijvende waterweegbree   | Luronium natans            |
|          |            | > 50%     | egelboterbloem            | Ranunculus flammula        |
|          |            | > 30%     | mannagras                 | Glyceria fluitans          |
|          |            | > 30%     | gewone waternavel         | Hydrocotyle vulgaris       |
|          |            | > 20%     | gewone waterbies          | Eleocharis palustris       |
|          |            | > 20%     | moeraswalstro             | Galium palustre            |
|          |            | > 20%     | zomprus                   | Juncus articulatus         |
|          |            | > 20%     | grote waterweegbree       | Alisma plantago-aquatica   |
|          |            | > 10%     | waterpostelein            | Lythrum portula            |
|          |            | > 10%     | grote lisdodde            | Typha latifolia            |
|          |            | > 10%     | gewoon riet               | Phragmites australis       |
|          |            | > 10%     | wolfspoot                 | Lycopus europaeus          |
|          |            | > 10%     | fioringras                | Agrostis stolonifera       |
|          |            | > 10%     | sterrenkroos              | Callitriche sp.            |

Moslaag
Geen soorten.

## Bedreiging en bescherming
De associatie is vrij goed bestand tegen tijdelijke, zomerse droogteperiode, doch niet tegen langdurige verdroging. Ze kan floreren in natte, door kwel gevoede laagtes en slenken in natuurontwikkelingsgebieden op voormalige landbouwgebieden.
Orde: Littorelletalia (oeverkruid-orde)

Verbond: Littorellion uniflorae (oeverkruid-verbond)

Associatie:
Isoeto-Lobelietum (associatie van biesvaren en waterlobelia) 

Verbond: Potamion graminei (verbond van ongelijkbladig fonteinkruid) 

Associaties:
Echinodoro-Potametum graminei (associatie van ongelijkbladig fonteinkruid) · 
Sparganietum minimi (associatie van kleinste egelskop) 

Verbond: Hydrocotylo-Baldellion (verbond van waternavel en stijve moerasweegbree) 

Associaties:
Pilularietum globuliferae (pilvaren-associatie) · 
Scirpetum fluitantis (associatie van vlottende bies) · 
Eleocharitetum multicaulis (associatie van veelstengelige waterbies) · 
Samolo-Littorelletum (associatie van waterpunge en oeverkruid) 

Verbond: Eleocharition acicularis (naaldwaterbies-verbond) 

Associatie:
Littorello-Eleocharitetum acicularis (naaldwaterbies-associatie) 